# Маслівці
Ма́слівці —  село в Україні, у Шишацькій селищній громаді Миргородського району Полтавської області. Населення становить 88 осіб. До 2015 орган місцевого самоврядування — Ковердинобалківська сільська рада.

## Географія
Село Маслівці знаходиться на відстані 1 км від сіл Михайлики та Ковердина Балка. По селу протікає пересихаючий струмок з загатою. Поруч проходить автомобільна дорога Т 1710 (Р42).

## Історія
12 червня 2020 року, відповідно до розпорядження Кабінету Міністрів України № 721-р «Про визначення адміністративних центрів та затвердження територій територіальних громад Полтавської області», село увійшло до складу Шишацької селищної громади.
19 липня 2020 року, в результаті адміністративно - територіальної реформи та ліквідації Шишацького району, село увійшло до складу новоутвореного Миргородського району Полтавської області.